# Domnișoara Pogany
Domnișoara Pogany, cunoscută și sub numele francez Mademoiselle Pogány, este o statuie creată de Constantin Brâncuși în 1913, clasată în categoria „Tezaur” a Patrimoniului cultural național. Numele statuii provine de la pictorița maghiară Margit Pogány, pe care o cunoscuse în 1911. Tânăra i-a servit lui Brâncuși drept model în cele câteva luni cât i-a fost și iubită.

## Versiuni
Brâncuși a creat cinci versiuni ale „Domnișoarei Pogany”, în decurs de 2 decenii: ghipsul inițial datează din anul 1912; el a fost urmat de execuții în marmură și bronz în anii 1913, 1919, 1931 și 1933.
- „Domnișoara Pogany I” din anii 1912-1913 există într-o versiune de marmură[2] și 4 versiuni de bronz cu zona părului patinată. Una dintre aceste versiuni în bronz se găsește la Museum of Modern Art (MoMA) din New York.[1]

Este socotită de critici drept unul dintre cele mai celebre și cutezătoare portrete ale secolului al XX-lea. Opera reprezintă o nouă concepție a portretului. Figura de o delicatețe extraordinară, cu ochi enormi ca de libelulă, este în același timp un portret și efigia unei frumuseți încărcate de mister. Asemănarea cu fotografia pictoriței Margit Pogany este frapantă. Aceasta a vizitat atelierul lui Brâncuși în 1910 sau 1911, iar după război s-a stabilit în Australia.
- „Domnișoara Pogany II” din 1919 este făcută din marmură cu vinișoare, fixată pe un soclu de piatră, care la rândul lui e așezat pe trei socluri de lemn. Se află la Muzeul de Artă Modernă din Paris.[3]
- „Domnișoara Pogany III” din 1931 este executată în marmură albă pe un soclu de calcar și lemn de stejar.[4] Este ultima variantă în marmură. Nici acum Brâncuși nu renunță la mâini, deși sunt sculptate într-un relief mai puțin adânc. Ochii dispar, fiind sugerați numai de arcada sprâncenelor. Portretul capătă o înfățișare mai nobilă, mai austeră. Dan Grigorescu scria:[3]

„...Ochii aduc aminte de ochii Precistelor zugrăvite pe vechi icoane de tradiție bizantină. Părul modelului este strâns deasupra grumazului într-un coc dublu spiralat, ca un fel de mere de aur, iar pe gâtul ce coboară prelung, mâinile, alungite ca doi lujeri, se odihnesc într-un gest caracteristic. De o individualitate unică, portretul, asemănător modelului, degajă într-adevăr o vrajă halucinantă.”
- În fine, „Domnișoara Pogany IV” din 1933[5] este din bronz lustruit și are un soclu de piatră plasat pe un soclu de lemn. Este o versiune în bronz a variantei sculptate în 1919. Despre această operă Brâncuși spunea:[3] „Probabil că pot să mă gândesc la o interpretare încă mai bună. Cine poate spune că o operă de artă e terminată?”

„Domnișoara Pogany” I și III (din 1912 și respectiv 1931) se află la Philadelphia Museum of Art din Philadelphia, Pennsylvania, SUA.

## Domnișoara Poganyde la Craiova
O replică a sculpturii „Domnișoara Pogany” a lui Constantin Brâncuși se află la Muzeul de Artă din Craiova. Este o piesă controversată, realizată în anii 1950 în matrița lui Constantin Brâncuși, de către Octavian Moșescu, un fost ucenic al sculptorului. În anul 1976 lucrarea-replică a sculpturii „Domnișoara Pogany” a fost cumpărată de muzeu de la craioveanul Octavian Moșescu.
Piesa, turnată în bronz, valorează peste 2 milioane de euro și a fost revendicată în instanță în 2012. După aproape un an de zile și cinci înfățișări în instanță, magistrații Secției Civile a Curții de Apel București au dat dreptate Consiliului Județean Dolj și Muzeului de Artă din Craiova în litigiul privind revendicarea lucrării. Muzeul de Artă Craiova a obținut în instanță și plata cheltuielilor de judecată. Soluția pronunțată în data de 19 aprilie 2013 de magistrații Curții de Apel București a fost că „respinge apelul ca nefondat. Obligă apelanta la plata sumei de 7.440 lei cu titlu de cheltuieli de judecată către intimatul Muzeul de Artă Craiova”.

## Vezi și
- Lista sculpturilor lui Constantin Brâncuși